# Vanamõisa (Rõuge)
Vanamõisa (Duits: Alt-Kosse) is een plaats in de Estlandse gemeente Rõuge, provincie Võrumaa. De plaats heeft de status van dorp (Estisch: küla) en telt 17 inwoners (2021).
De plaats ligt aan de rivier Pärlijõgi.

## Geschiedenis
Vanamõisa (de naam betekent ‘oud landgoed’) werd voor het eerst genoemd in 1684 onder de naam Alt Hoff. Oorspronkelijk lag in het huidige dorp het centrum van het landgoed van Viitina (Duits: Kosse, ook wel Neu-Kosse). In de 17e eeuw werd het centrum verplaatst naar Viitina, ten noordoosten van Vanamõisa. Vanamõisa werd een ‘semi-landgoed’ (Duits: Beigut, Estisch: poolmõis), een landgoed dat deel uitmaakt van een groter landgoed, in dit geval Kosse.
In de jaren twintig van de 20e eeuw werd het voormalige semi-landgoed officieel geregistreerd als nederzetting. Tussen 1977 en 1997 maakte Vanamõisa deel uit van het buurdorp Pärlijõe.